# Koreferenz

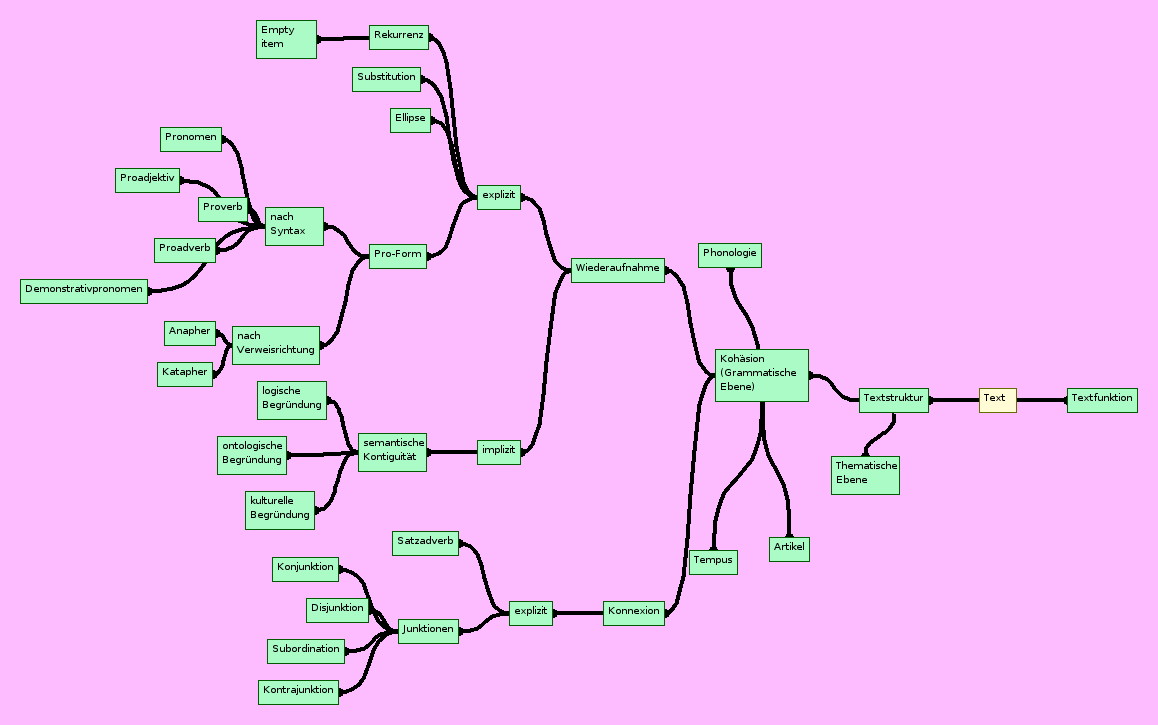
Kohäsionsmittel im Deutschen

Koreferenz (auch Referenzidentität) ist ein Terminus aus der Sprachwissenschaft sowie allgemein aus der Semiotik. Koreferenz liegt vor, wenn in einer Äußerung mit zwei verschiedenen sprachlichen Ausdrücken dasselbe bezeichnet wird. Der Produzent dieser Äußerung referiert mit den beiden Ausdrücken auf dieselbe Entität (z. B. auf Personen, Lebewesen, Dinge, Prozesse oder abstrakte Konzepte). Die beiden Ausdrücke beziehen sich in diesem Kontext auf dasselbe, das heißt, sie haben denselben Referenten. In einem Text sind Koreferenzbeziehungen ein Mittel der Textkohäsion.
Es werden bei der Koreferenz vorwiegend als mögliche Referenten nur außersprachliche Objekte genannt. Unter Berücksichtigung der Möglichkeit, über Sprache zu sprechen, sind aber auch sprachliche Referenten möglich.
Koreferenz kann satzintern und über Satzgrenzen hinweg erfolgen. Koreferenz kann durch selbständig referierende Ausdrücke erfolgen (Beispiel: „Angela Merkel (1), die am 1. März 2008 amtierende Bundeskanzlerin der Bundesrepublik Deutschland (2) …“) oder durch relativ referierende Ausdrücke (Anapher), deren unmittelbarer Bezugspunkt ein anderer sprachlicher (unmittelbar referierender) Ausdruck ist, über den sie sich mittelbar auf einen Referent beziehen.
Koreferenz geschieht also insbesondere durch eine Beziehung zwischen Satzbestandteilen, von denen sich der eine auf den anderen bezieht, oder die sich gegenseitig aufeinander beziehen.

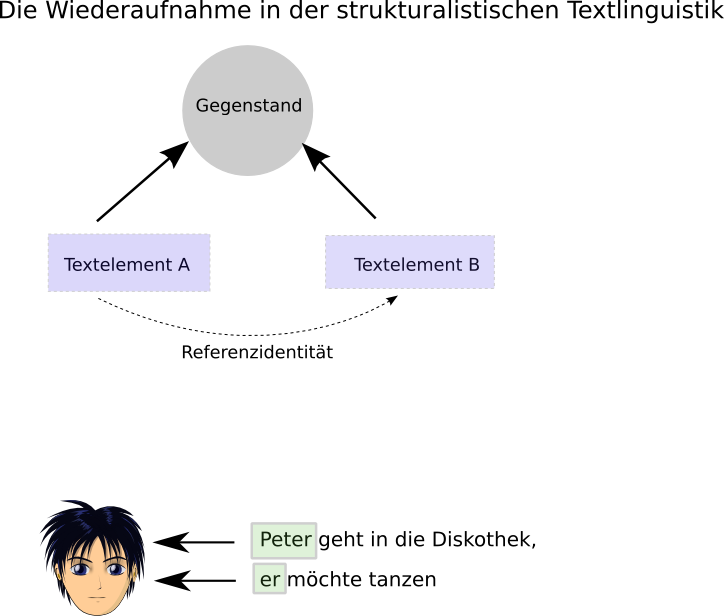
Wiederaufnahme

Beispiel: In dem Satz „Klaus sagte, er schriebe für die Wikipedia.“ sind Klaus und er koreferent.
Zur Verdeutlichung lassen sich Indizes verwenden. Man spricht auch von Koindizierung:
- Klausi sagte, eri schreibe für die Wikipedia.

Hier sind Klaus und er koreferent. Das Pronomen er ist in diesem Fall eine sogenannte Anapher.
- Klausi sagte, erk schreibe für die Wikipedia.

Hier sind Klaus und er nicht koreferent. er bezieht sich auf eine andere Person, auf die aber vorher schon hingewiesen sein muss. Sonst würde intuitiv die andere Form verwendet werden.
- Egonk kam. Klausi sagte, erk schreibe für die Wikipedia.

Hier ist die Referenz gegebenenfalls nicht klar. Möglich wäre auch:
- Egonk kam. Klausi sagte, eri schreibe für die Wikipedia.

Das kann zu Missverständnissen führen.
- Klausi sagte, siek schreibe für die Wikipedia.

In diesem Satz ist, solange man annimmt, dass Klaus keine Frau ist, keine Koreferenz vorhanden.
Gegebenenfalls kann Koreferenz auch zu „leeren“ Kategorien auftreten.
- Bernd geht in das Haus. Rolf kommt hinterher.

- Berndi geht in das Hausk. Rolf kommt hinter (ihmi) her (in das Hausk).